# Chelypus shortridgei
Espèce
Chelypus shortridgei est une espèce de solifuges de la famille des Hexisopodidae.

## Distribution
Cette espèce est endémique de Namibie. Elle se rencontre vers Karakuwisa.

## Description
Le mâle holotype mesure 21 mm.

## Étymologie
Cette espèce est nommée en l'honneur de Guy Chester Shortridge.

## Publication originale
- Hewitt, 1931 : A new solifuge and scorpion from South-West Africa. Annals of the South African Museum, vol. 30, p. 93–99 (texte intégral).